# Mount Horne
Mount Horne ist mit 1165 m der höchste der Quilty-Nunatakker im Osten des westantarktischen Ellsworthlands. Er ragt 19 km ostnordöstlich des Mount Hassage auf.
Entdeckt wurde er bei der US-amerikanischen Ronne Antarctic Research Expedition (1947–1948). Expeditionsleiter Finn Ronne benannte ihn nach dem US-amerikanischen Kaufhausunternehmer Bernard Shea Horne (1905–1970) aus Pittsburgh, der die Forschungsreise mit winddichter und anderer Bekleidung ausstattete.